# ジュゼッペ・テレーラ
ジュゼッペ・テレーラ (イタリア語: Giuseppe Tellera、1882年3月14日 - 1941年2月7日)、イタリア王国の軍人（将官）。最終階級は陸軍中将。

## 軍歴

### 軍司令官までの略歴
1882年3月14日、イタリア中部ボローニャ出身。1902年、モデナ陸軍士官学校を卒業して歩兵士官となり、第一次世界大戦では同い年のロドルフォ・グラツィアーニと共に青年将校として従軍した。戦間期は歩兵畑の指揮官として陸軍中将にまで昇進し、第14歩兵師団『イソンヅォ』の師団長を務めている。
第二次世界大戦直前、北アフリカの伊領リビアに異動命令を受ける。イタロ・バルボ空軍元帥のリビア方面軍指揮下に入り、現地で新たに編成された第60歩兵師団『サブラタ』の師団長に着任した。バルボ元帥死後、元帥に昇格していたグラツィアーニが後任のリビア方面軍司令官に就任した後も師団長に留まり、砂漠における歩兵指揮の経験を積んだ。1940年9月9日に始まった伊第10軍によるエジプト侵攻ではマリオ・ベルティ大将指揮下で遠征に参加している。

### 戦死
マリオ・ベルティ大将は物資不足などから遠征を中断してシディ・バラーニで防御陣地建設を開始し、また熱病を理由に第5軍団司令官のイータロ・ガリボルディ陸軍大将に指揮権を委任した。1940年12月9日、英軍の反攻作戦（コンパス作戦）で英軍に機械化戦力や対戦車戦力で劣る伊第10軍の前線陣地は各個撃破され、ベルティ大将は軍司令官を解任された。1940年12月23日、テレーラはグラツィアーニ元帥から軍司令官代理として退却する第10軍の指揮を命じられ、バルディアに軍司令部を設置して戦線立て直しを図った（バルディアの戦い）。
海と空からの猛烈な支援砲撃と陸からの機動包囲作戦によってバルディアの防衛ラインも翌年には突破され、テレーラはリビア領内であるトブルク要塞への撤退を許可した。しかし機動力で勝る英軍は後退すら許さず、第10軍残余はベダフォムで完全な包囲下に置かれた。テレーラは最後の望みを賭け、掻き集めた機甲部隊で包囲網突破を目指した突撃を敢行、兵士を鼓舞すべく自らも戦車に乗り込んで突撃に参加している（ベダフォムの戦い）。英軍の強固な包囲網は破れず、戦車部隊は次々と重装甲の英軍戦車に撃破されていった。乱戦の中、テレーラが乗る指揮戦車も英軍戦車の砲撃によって撃ちぬかれて戦死し、第10軍は突破を断念して降伏した。
司令官自らが突撃するという勇敢さには英軍も感銘を受け、攻勢作戦が終結すると将官に対する軍葬を行った上でテレーラの遺体をベンガジに埋葬した。また本国からは武功黄金記章（M.O.V.M.、伊語版）が追贈された。

## 引用
1. ↑  http://forum.axishistory.com/viewtopic.php?f=75&t=104355&start=45